# 하정로 (인천)

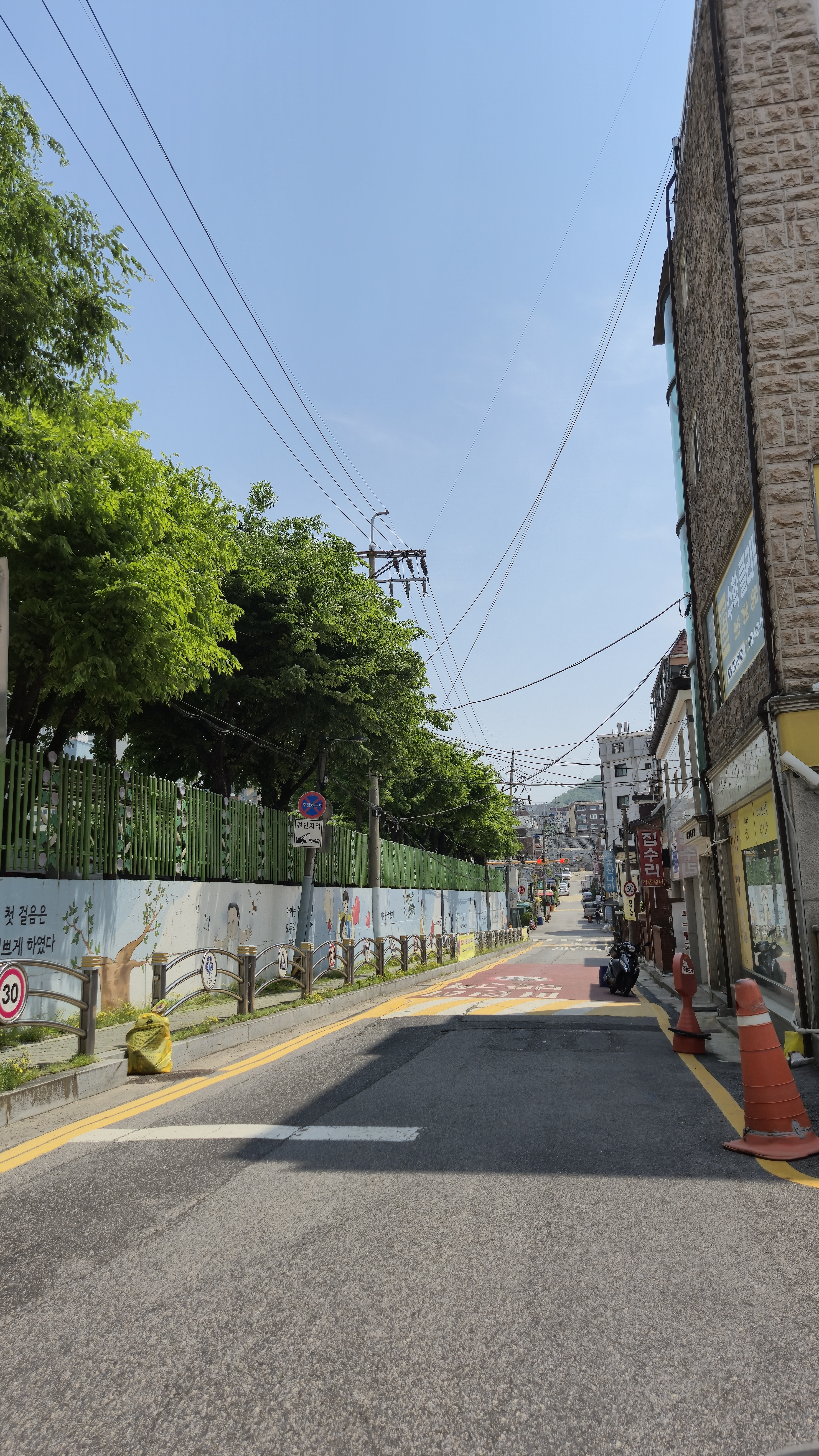
하정로(2025년 05월 풍경)

하정로 (인천)은 인천광역시 부평구 십정동에 있는 도로이다. 이규보로와 동암광장로12번길에 감싸져 있는 0.25km(251m)의 매우 짧은 도로이다. 십정동 939을 기점으로 십정동 541을 종점으로 하며, 인천하정초등학교 아랫길로도 부른다.
인천하정초등학교 남측 벽면에 그려진 동화 같은 벽화를 따라 주거 지역으로 들어갈 수 있다.

## 개요
하정로 (인천)은 이규보로에서 가지번호처럼 나뉘는 것 같지만, 따로 이름이 명명된 것 만큼 도로의 북측과 남측에 가지번호길이 배정되어 있다. 과거 도시 개발에 있어 구축된 다세대, 빌라와 단독채 들이 있는 동네이면서 하정놀이공원이라는 예쁜 어린이 놀이터도 존재한다.
하정마을이라는 유래로, 십정동의 아랫마을 고을이였다는 의미에서 도로명의 명칭이 2009년 10월 19일 고시 및 효력이 발생하여 제정 되었다. 오래된 건물들이 많지만, 도보로 동암역까지의 거리는 5분 내외의 거리로 동암역의 역세권의 동네다.

## 가지번호길
하정로 (인천)는 해당 지역을 횡방향에 중앙에 있는터라, 가지번호길이 가지런하게 남북으로 놓아지면서 도로명 주소 체계의 가지번호의 건물번호를 예쁘게 따르는 구조로 되어 있다.
- 하정로14번길
- 하정로15번길
- 하정로16번길
- 하정로19번길
- 하정로20번길

## 연결 도로
- 열우물로50번길
- 동암광장로14번길
- 동암광장로12번길

## 주요 시설
- 하정초등학교
- 하정놀이공원
- 수정아파트